# Ludwig Hülgerth
Ludwig Hugo Hülgerth (Wenen, 26 januari 1875 - Sankt Georgen am Längsee, 13 augustus 1939) was een Oostenrijks militair en politicus. Van 1936 tot 1938 was hij vicekanselier van Oostenrijk.

## Biografie
Hülgerth, de zoon van een majoor in het k. u. k.-leger, koos evenals zijn vader voor een militaire loopbaan. Hij doorliep de officiersopleiding en bereikte in 1908 de rang van kapitein. Tijdens de Eerste Wereldoorlog (1914-1918) vocht hij aan het Russische, Franse en Italiaanse front. Aan het einde van de oorlog werd hij bevorderd tot luitenant-kolonel. In de periode 1918-1919 was hij commandant van de Volkswehr in Karinthië waar hij tegen de Joegoslaven vocht voor het behoud van Karinthië dat dreigde in handen van de nieuwe Zuid-Slavische staat te vallen. 
In 1919 werd hij benoemd tot bataljonscommandant in Burgenland en in 1923 werd hij bevorderd tot kolonel en gaf hij leiding aan een regiment der infanterie in Burgenland; dezelfde functie vervulde hij van 1923 tot 1924 in Neder-Oostenrijk. Vervolgens was hij werkzaam op het departement van Defensie. In 1925 verkreeg hij de rang van generaal-majoor, in 1927 die van generaal en ging met pensioen. In 1934 werd hij bevorderd tot veldmaarschalk-luitenant. 
Hülgerth, die sympathiseerde met de Heimwehr, deed in 1934 zijn intrede in de politiek toen hij op 7 maart gouverneur (Landeshauptmann) van de deelstaat Karinthië werd. Hij bekleedde deze post tot 3 november 1936. Hij was van 3 november 1936 tot 11 maart 1938 vicekanselier onder Kurt Schuschnigg. 
Na de Anschluss (1938) kwam er een einde aan de loopbaan van Hülgerth. Hij overleed op 13 augustus 1939 op slot Rottenstein, het kasteel van zijn schoonzoon in Sankt Georgen am Längsee, waar hij ook begraven ligt. 

## Militaire rangen
- 1894: luitenant
- 1898: eerste luitenant
- 1908: kapitein
- 1915: majoor
- 1917: luitenant-kolonel
- 1923: kolonel
- 1925: generaal-majoor
- 1927: generaal
- 1934: veldmaarschalk-luitenant